# Cálias
Cálias (em grego:  Καλλίας, transl. Kallías) foi um célebre guerreiro grego, chefe da rica família ateniense chamada Cérices, que lutou na Batalha de Maratona (490 a.C.) trajando vestes sacerdotais. Seu filho, Hipônico, também foi um comandante militar. É comumente referido como Cálias II para distingui-lo de seu avô, Cálias I, e de seu neto, Cálias III, e é mencionado como o mais rico de todos os atenienses.

## Família
Cálias era filho de Hipônico, filho de Cálias, filho de Fênipo. Seu filho também se chamou Hipônico.

## Em Maratona
Cálias tinha a função honrosa de ser o portador da tocha, nos Mistérios de Elêusis, e participou da Batalha de Maratona usando vestes pomposas.
Plutarco apresenta uma história nada honrosa sobre a origem da sua fortuna: após a batalha, alguns persas, derrotados, correram a ele, achando que, pelas suas vestes e seu longo cabelo, ele era um rei, mostrando onde estava escondido o ouro persa, em troca das suas vidas. Cálias, porém, ficou com o ouro e matou os persas; os poetas cômicos passaram várias gerações ridicularizando os seus descendentes em alusão a isto.

## Casamento com Elpinice, irmã de Címon
Elpinice era filha de Milcíades e meio-irmã de Címon, com quem foi casada (a lei de Atenas autorizava o casamento entre meio-irmãos por parte de pai). Címon, porém, estava privado da liberdade por causa de uma multa que seu pai recebera e que eles não conseguiram pagar, então Cálias, que era muito rico, propôs pagar as dívidas se ele se casasse com Elpinice. Címon, a princípio, desprezou a proposta, mas Elpinice, dizendo que não deixaria um filho de Milcíades morrer na prisão podendo impedir isto, aceitou se casar.
Historiadores modernos consideram que Elpinice foi a mãe de Hipônico II, filho de Cálias.

## Tratado de paz
Pouco tempo depois da morte de Címon, provavelmente por volta de 445 a.C., foi enviado de volta a Susa para concluir um tratado de paz com Artaxerxes I, rei da Pérsia - tratado que se tornou conhecido posteriormente como a Paz de Cálias.
Sua missão, em todo caso, parece não ter sido de todo bem-sucedida; ao retornar a Atenas foi indiciado por alta traição e sentenciado a uma multa de cinquenta talentos.

## Honrarias
Em sua honra, havia, no século II d.C. uma estátua em um prédio conhecido pelo nome de Tolo, ao lado das estátuas dos heróis epônimos das tribos atenienses, das estátuas dos deuses, de Licurgo, filho de Licóforo e de Demóstenes; os atenienses o creditavam como tendo celebrado a paz entre os gregos e Artaxerxes
Árvore genealógica baseada no texto:
| Fênipo   |          |          |          |          |          |  |  |          |  |  |  |  |  |  |  |           |           |           |           |           |           |  |  |  |  |  |  |  |  |  |  |  |  |
|          |          |          |          |          |          |  |  |          |  |  |  |  |  |  |  |           |           |           |           |           |           |  |  |  |  |  |  |  |  |  |  |  |  |
| Cálias   |          |          |          |          |          |  |  |          |  |  |  |  |  |  |  |           |           |           |           |           |           |  |  |  |  |  |  |  |  |  |  |  |  |
|          |          |          |          |          |          |  |  |          |  |  |  |  |  |  |  |           |           |           |           |           |           |  |  |  |  |  |  |  |  |  |  |  |  |
| Hipônico | Hipônico | Hipônico | Hipônico | Hipônico | Hipônico |  |  |          |  |  |  |  |  |  |  | Milcíades | Milcíades | Milcíades | Milcíades | Milcíades | Milcíades |  |  |  |  |  |  |  |  |  |  |  |  |
| Hipônico | Hipônico | Hipônico | Hipônico | Hipônico | Hipônico |  |  |          |  |  |  |  |  |  |  | Milcíades | Milcíades | Milcíades | Milcíades | Milcíades | Milcíades |  |  |  |  |  |  |  |  |  |  |  |  |
| Cálias   | Cálias   | Cálias   | Cálias   | Cálias   | Cálias   |  |  |          |  |  |  |  |  |  |  | Elpinice  | Elpinice  | Elpinice  | Elpinice  | Elpinice  | Elpinice  |  |  |  |  |  |  |  |  |  |  |  |  |
| Cálias   | Cálias   | Cálias   | Cálias   | Cálias   | Cálias   |  |  |          |  |  |  |  |  |  |  | Elpinice  | Elpinice  | Elpinice  | Elpinice  | Elpinice  | Elpinice  |  |  |  |  |  |  |  |  |  |  |  |  |
|          |          |          |          |          |          |  |  |          |  |  |  |  |  |  |  |           |           |           |           |           |           |  |  |  |  |  |  |  |  |  |  |  |  |
|          |          |          |          |          |          |  |  | Hipônico |  |  |  |  |  |  |  |           |           |           |           |           |           |  |  |  |  |  |  |  |  |  |  |  |  |